# Titus Vitrasius Pollio
Titus Pomponius Proculus Vitrasius Pollio war ein römischer Politiker und Senator des 2. Jahrhunderts n. Chr.
Pollio stammte aus einer Patrizierfamilie, der gens Vitrasia. Sein Vater war wohl Titus Vitrasius Pollio, Suffektkonsul ca. 137/138. Seine Karriere begann unter Hadrian als triumvir monetalis. Als Kandidat des Kaisers war er Quästor, Prätor und praefectus alimentorum.
Um 151 wurde Pollio Suffektkonsul, zwischen ca. 157 und 159 Legat der römischen Provinz Moesia inferior (Niedermösien) und zwischen ca. 164 und 167 von Hispania citerior. Schließlich wurde Pollio um 167/168 Prokonsul von Asia und nahm als comes von 168 bis ca. 175 an den Feldzügen des Lucius Verus gegen Germanen und Sarmaten teil; wofür er hohe Auszeichnungen erhielt. U. a. wurde ihm eine Ehrenstatue in militärischer Kleidung auf dem Trajansforum errichtet und eine in Zivilkleidung im Pronaos des Tempels des Antoninus Pius. Im Jahr 176 bekleidete Pollio sein zweites Konsulat.
Seine Tochter Vitrasia Faustina ließ Commodus im Jahr 181 oder 182 töten; seine Gattin Annia Fundania Faustina, eine Cousine Mark Aurels, im Jahr 192.